# Văn kiện Đầu hàng của Đức Quốc xã

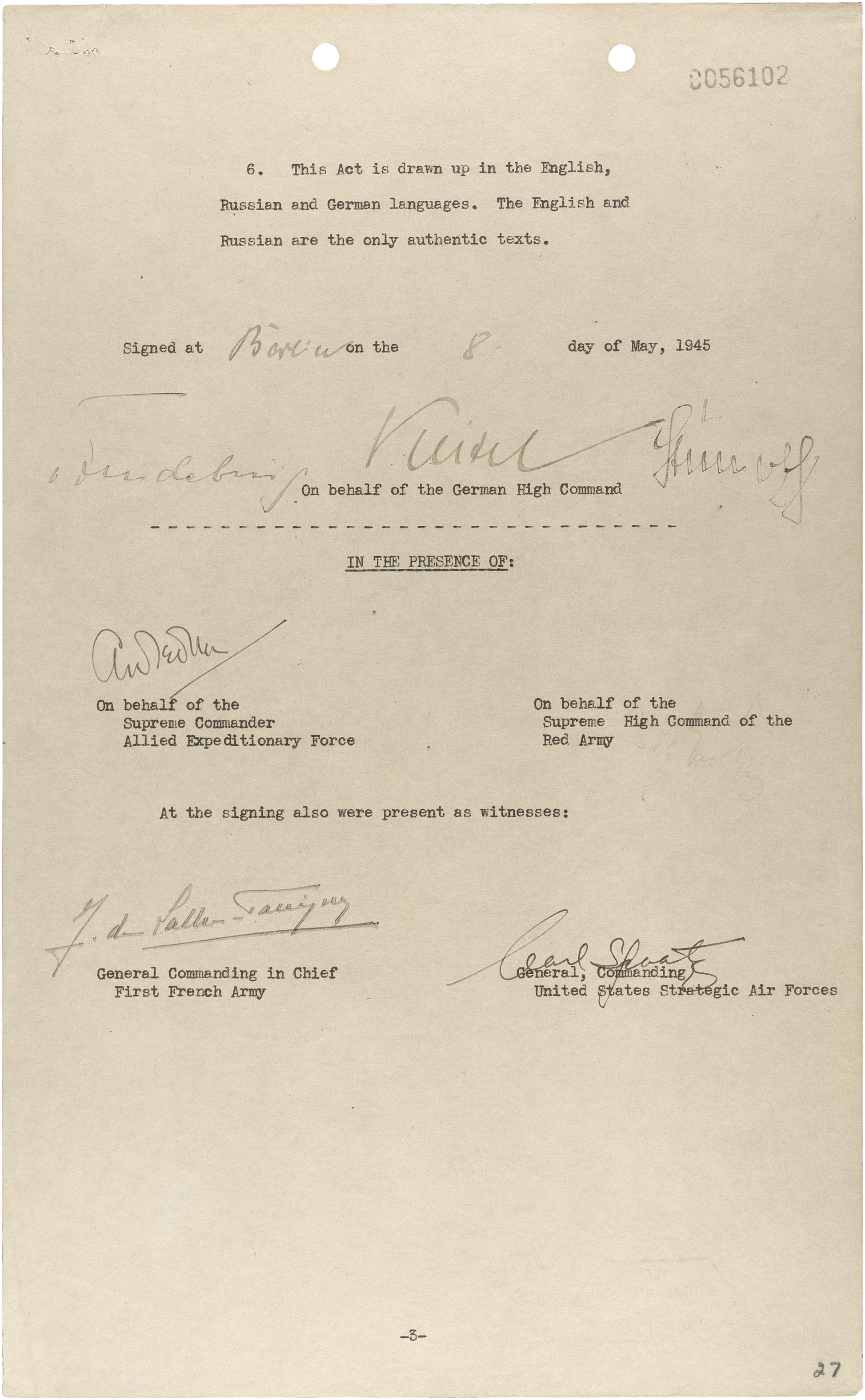
Trang thứ ba và trang cuối cùng của văn bản đầu hàng vô điều kiện được ký tại Berlin ngày 9 tháng 5 năm 1945

Văn kiện Đầu hàng của Đức Quốc xã (tiếng Đức: Bedingungslose Kapitulation der Wehrmacht, n.đ. 'sự đầu hàng vô điều kiện của Wehrmacht'; tiếng Nga: Акт о капитуляции Германии, đã Latinh hoá: Akt o kapitulyatsii Germanii, n.đ. 'Chứng thư Đầu hàng của Đức'; tiếng Pháp: Actes de capitulation du Troisième Reich, n.đ. 'Chứng thư Đầu hàng của Đệ tam Đế chế')  là văn bản pháp lý dẫn đến việc Phát xít Đức đầu hàng vô điều kiện và kết thúc Thế chiến II ở Châu Âu, việc ký kết diễn ra ngày 9 tháng 5 năm 1945 lúc 00:16 giờ địa phương (hoặc 22:43 phút ngày 8 tháng 5 theo tuyên bố của Liên Xô). Quyết định đầu hàng được công bố công khai vào ngày 7 tháng 5 năm 1945. Văn bản chính thức được ký tại Karlshorst, Berlin, vào đêm ngày 8 tháng 5 năm 1945 bởi đại diện của ba quân đội là Oberkommando der Wehrmacht (OKW) và Lực lượng Viễn chinh Đồng Minh cùng với Bộ Tư lệnh Tối cao Hồng quân Xô viết, với các đại diện Pháp và Hoa Kỳ ký tên với tư cách là bên chứng kiến. Thống chế Wilhelm Keitel là đại diện của Đức Quốc xã trong lễ ký kết.
Một phiên bản trước đó của văn bản đã được ký trong một buổi lễ ở Reims vào đầu giờ ngày 7 tháng 5 năm 1945. Ở hầu hết các nước Châu Âu, ngày 8 tháng 5 được kỷ niệm là Ngày Ngày Chiến thắng ở châu Âu; Ngày 9 tháng 5 được kỷ niệm là Ngày Chiến thắng ở Nga, Belarus, Serbia và Israel.
Có ba phiên bản ngôn ngữ của văn kiện đầu hàng - tiếng Nga, tiếng Anh và tiếng Đức - trong đó phiên bản tiếng Nga và tiếng Anh được công bố, trong chính văn bản, với tư cách là những văn bản có thẩm quyền duy nhất.

## Bối cảnh
Vào ngày 30 tháng 4 năm 1945, Adolf Hitler đã tự sát tại Führerbunker của mình, dưới quyền Thủ tướng Đế chế, đã lập ra một di chúc trong đó Đô đốc Karl Dönitz kế nhiệm ông ta làm Quốc trưởng, với danh hiệu là Tổng thống Đế chế. Nhưng với sự sụp đổ của Berlin hai ngày sau đó, và các lực lượng Mỹ và Liên Xô đã gặp nhau tại Torgau trên sông Elbe, lãnh thổ của Đức vẫn nằm dưới sự kiểm soát của quân đội Đức đã bị chia làm hai. Hơn nữa, tốc độ của những bước tiến cuối cùng của quân Đồng minh vào tháng 3 năm 1945 – cùng với mệnh lệnh kiên quyết của Hitler là phải đứng và chiến đấu đến cùng – đã khiến phần lớn lực lượng Đức còn sống sót trong các ổ biệt lập và các vùng lãnh thổ bị chiếm đóng, hầu hết nằm ngoài ranh giới của nước Đức thời tiền phát xít Đức. Dönitz đã cố gắng thành lập chính phủ ở Flensburg trên biên giới Đan Mạch, và được sát nhập vào ngày 2 tháng 5 năm 1945 bởi Oberkommando der Wehrmacht (OKW) ("Bộ Tư lệnh các lực lượng vũ trang") dưới quyền Wilhelm Keitel, nơi trước đó đã chuyển địa điểm, đầu tiên Krampnitz gần Potsdam, và sau đó đến Rheinsberg, trong Trận chiến Berlin. Nhưng, mặc dù Dönitz cố gắng trình bày chính phủ của mình là 'phi chính trị', không có sự phủ nhận chủ nghĩa Quốc xã, Đảng Quốc xã không bị cấm, những người lãnh đạo Quốc xã không bị giam giữ, và các biểu tượng của chủ nghĩa Quốc xã vẫn được giữ nguyên. Cả Liên Xô và Mỹ vẫn kiên quyết không công nhận Dönitz hoặc Chính phủ Flensburg có khả năng đại diện cho nhà nước Đức.
Sau cái chết của Hitler, quân đội Đức vẫn nằm trong các Nhóm biệt lập Đại Tây Dương ở La Rochelle, St Nazaire, Lorient, Dunkirk và quần đảo Channel; các đảo của Hy Lạp Crete, Rhodes và Dodecanese; Nam Nay Uy; Đan Mạch; Tây Bắc Hà Lan; Bắc Croatia; Bắc Ý; Áo; Bohemia và Moravia; bán đảo Courland ở Latvia; bán đảo Hel ở Ba Lan và hướng về phía Hamburg Đức, đối mặt với quân Anh và Canada; ở Mecklenburg, Pomerania và Breslau, bị bao vây đối mặt với lực lượng Liên Xô; và ở phía nam Bavaria hướng về phía Berchtesgaden, đối mặt với quân Mỹ và Pháp.

## Văn kiện đầu hàng

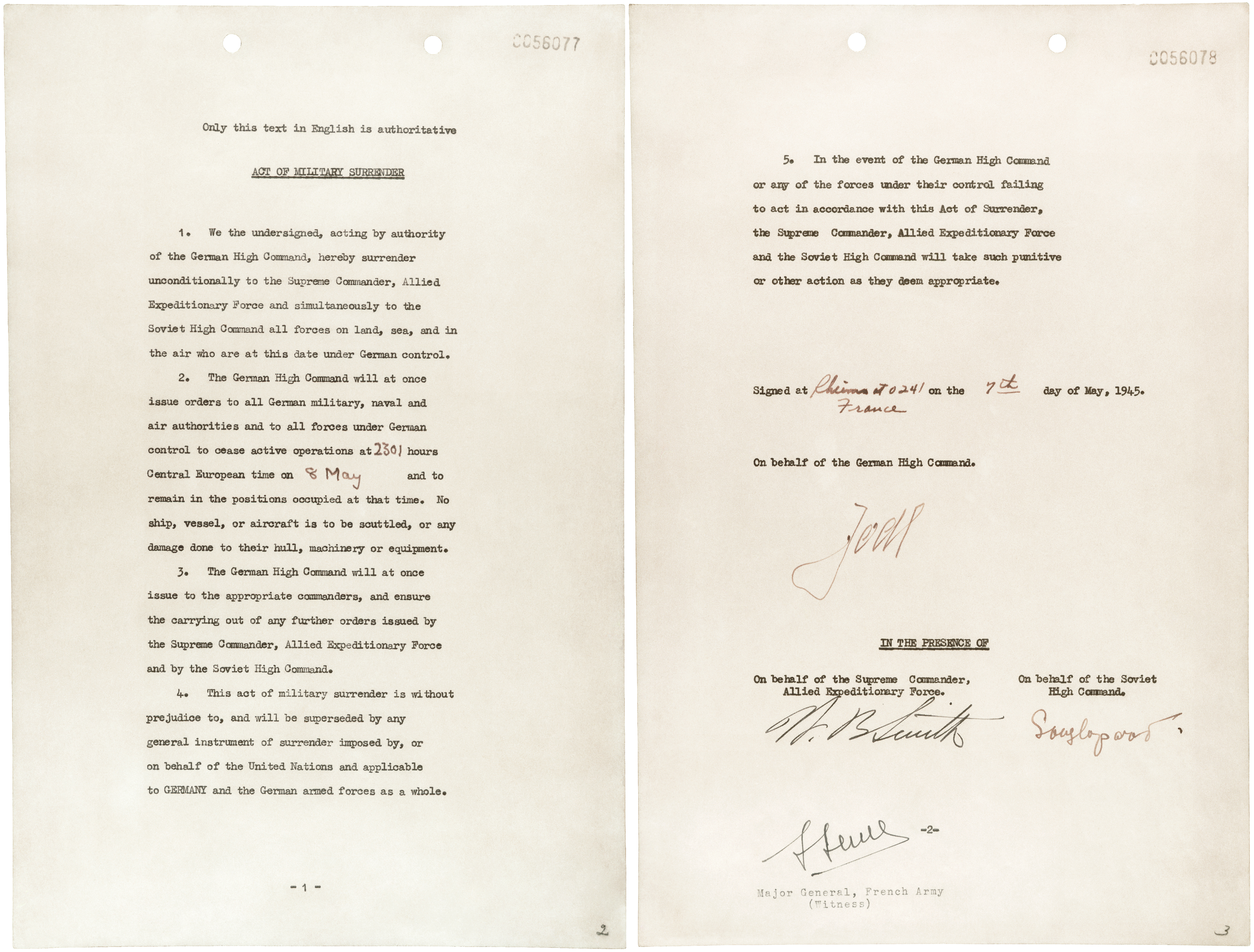
Tài liệu về Văn kiện Đầu hàng

Đại diện của Hoa Kỳ, Liên Xô và Vương quốc Anh, làm việc thông qua Ủy ban Cố vấn Châu Âu (EAC) trong suốt năm 1944, đã tìm cách chuẩn bị một văn kiện đầu hàng đã được đồng ý để sử dụng trong các trường hợp có thể xảy ra khi quyền lực của Đức Quốc xã bị lật đổ trong nước Đức hoặc bằng quân sự hoặc các cơ quan dân sự, và một chính phủ thời hậu phát xít Đức sau đó đang tìm kiếm một cuộc đình chiến. Đến ngày 3 tháng 1 năm 1944, Ủy ban Công tác An ninh trong EAC đề xuất: 
rằng sự đầu hàng của Đức nên được ghi lại trong một văn kiện duy nhất là đầu hàng vô điều kiện.

Ủy ban cũng đề nghị rằng văn kiện đầu hàng phải được ký bởi các đại diện của Bộ Tư lệnh Tối cao Đức. Những cân nhắc đằng sau khuyến nghị này là để ngăn chặn sự lặp lại của cái gọi là huyền thoại đâm sau lưng, nơi mà những kẻ cực đoan ở Đức tuyên bố rằng kể từ ngày Đình chiến ngày 11 tháng 11 năm 1918 chỉ được ký bởi dân sự, the Bộ Tư lệnh Tối cao Quân đội không chịu trách nhiệm về văn kiện thất bại hoặc về chính thất bại.
Không phải tất cả đều đồng ý với dự đoán của Ủy ban. Đại sứ William Strang, Đệ nhất Nam tước Strang, đại diện của Anh tại EAC, tuyên bố:
Hiện tại, không thể lường trước được trong những trường hợp nào mà các cuộc xung đột với Đức cuối cùng có thể bị đánh bại. Do đó, chúng tôi không thể biết phương thức văn kiện nào sẽ phù hợp nhất; cho dù, chẳng hạn, sẽ thấy tốt nhất là có một hiệp định đình chiến đầy đủ và chi tiết; hoặc một hiệp định đình chiến ngắn hơn trao quyền hạn chung; hoặc có thể không có đình chiến nào cả, mà là một loạt các cuộc đầu hàng cục bộ của các chỉ huy đối phương.

Các điều khoản đầu hàng đối với Đức ban đầu được thảo luận tại cuộc họp đầu tiên của EAC vào ngày 14 tháng 1 năm 1944. Một văn kiện gồm ba phần cuối cùng đã được thống nhất vào ngày 28 tháng 7 năm 1944 và được ba cường quốc Đồng minh thông qua.
Phần đầu gồm lời mở đầu ngắn gọn: "Chính phủ Đức và Bộ Chỉ huy Tối cao Đức, ghi nhận và thừa nhận thất bại hoàn toàn của các lực lượng vũ trang Đức trên bộ, trên biển và trên không, xin tuyên bố Đức đầu hàng vô điều kiện".
Phần thứ hai, các điều từ 1–5, liên quan đến sự đầu hàng quân sự của Bộ Chỉ huy Tối cao Đức của tất cả các lực lượng trên bộ, trên biển và trên không, đối với việc vũ khí đầu hàng của họ, đến việc di tản khỏi bất kỳ lãnh thổ nào bên ngoài ranh giới của Đức vào ngày 31 tháng 12 năm 1937, và trách nhiệm của họ là bị giam cầm như tù binh chiến tranh.
Phần thứ ba, các điều từ 6 đến 12, liên quan đến việc chính phủ Đức đầu hàng các đại diện của Đồng minh hầu hết các quyền lực và quyền hạn của mình, việc thả và hồi hương các tù nhân và lao động cưỡng bức, ngừng phát sóng radio, cung cấp thông tin và tình báo, việc duy trì vũ khí và cơ sở hạ tầng, sự nhượng bộ của các nhà lãnh đạo Đức Quốc xã trong các phiên tòa xét xử tội ác chiến tranh và quyền lực của các Đại diện Đồng minh trong việc ban hành các tuyên bố, mệnh lệnh, sắc lệnh và hướng dẫn bao gồm "các yêu cầu bổ sung về chính trị, hành chính, kinh tế, tài chính, quân sự và các yêu cầu khác phát sinh khỏi thất bại hoàn toàn trước Đức". Điều quan trọng trong phần thứ ba là Điều 12, với điều kiện chính phủ Đức và Bộ Chỉ huy Tối cao Đức sẽ tuân thủ đầy đủ mọi tuyên bố, mệnh lệnh, các sắc lệnh và chỉ thị của các đại diện Đồng minh đã được công nhận. Điều này được Đồng minh hiểu là cho phép phạm vi không giới hạn để áp đặt các thỏa thuận bồi thường và sửa chữa các thiệt hại. Điều 13 và 14 quy định ngày đầu hàng và ngôn ngữ của các văn kiện cuối cùng.
Hội nghị Yalta vào tháng 2 năm 1945 dẫn đến sự phát triển thêm của các điều khoản đầu hàng, vì người ta đã đồng ý rằng chính quyền của nước Đức thời hậu chiến sẽ được chia thành bốn khu vực chiếm đóng cho Anh, Pháp, Hoa Kỳ và Liên Xô. Tại Yalta cũng đồng ý rằng một điều khoản bổ sung "12a" sẽ được thêm vào văn bản đầu hàng tháng 7 năm 1944. Nó tuyên bố rằng các đại diện của Đồng minh "sẽ thực hiện các bước như vậy, bao gồm giải trừ quân bị hoàn toàn, phi quân sự hóa và chia cắt nước Đức khi họ cho là cần thiết cho hòa bình và an ninh trong tương lai." Tuy nhiên Chính phủ lâm thời Cộng hòa Pháp, không phải là một bên của thỏa thuận Yalta và từ chối công nhận nó, điều này đã tạo ra một vấn đề ngoại giao vì việc chính thức đưa điều khoản bổ sung vào văn kiện EAC chắc chắn sẽ tạo ra yêu cầu của Pháp về sự đại diện bình đẳng trong bất kỳ quyết định chia cắt nào. Trong khi vấn đề này chưa được giải quyết, trên thực tế đã có hai phiên bản của văn kiện EAC, một phiên bản có "điều khoản tách rời" và một phiên bản không có.
Vào cuối tháng 3 năm 1945, chính phủ Anh bắt đầu nghi ngờ về việc liệu một khi nước Đức đã hoàn toàn bị chế ngự, sẽ có bất kỳ chính quyền dân sự nào của Đức thời hậu phát xít Đức có khả năng ký vào văn kiện đầu hàng hoặc thực hiện các điều khoản của nước này hay không. Họ đề xuất rằng văn bản EAC nên được soạn thảo lại như một tuyên bố đơn phương về sự thất bại của Đức trước các cường quốc Đồng minh, và giả định về quyền lực tối cao của họ sau khi nhà nước Đức bị giải thể hoàn toàn. Chính bằng hình thức này, văn bản được EAC đồng ý cuối cùng đã được thực hiện như Tuyên bố về sự bại trận của nước Đức.
Trong khi đó, Bộ Tham mưu Liên hợp các Đồng minh phương Tây đã đồng ý vào tháng 8 năm 1944 về hướng dẫn chung về các điều khoản đầu hàng của quân đội địa phương sẽ được ký kết với bất kỳ lực lượng Đức đầu hàng nào. Họ yêu cầu rằng việc đầu hàng phải vô điều kiện và bị hạn chế trong các khía cạnh quân sự thuần túy của một cuộc đầu hàng địa phương, rằng không có cam kết nào được đưa ra cho kẻ thù, và việc đầu hàng phải không ảnh hưởng đến bất kỳ văn kiện đầu hàng chung nào sau đó có thể thay thế bất kỳ văn kiện đầu hàng từng phần và sẽ được áp đặt chung lên Đức bởi ba cường quốc Đồng minh chính. Những hướng dẫn này đã tạo cơ sở cho một loạt các cuộc đầu hàng từng phần quân Đức cho Đồng minh phương Tây vào tháng 4 và tháng 5 năm 1945.
Khi Đức đầu hàng thực sự xảy ra, văn kiện EAC đã được thay thế bằng một phiên bản đơn giản, chỉ dành cho quân sự dựa trên từ ngữ của văn kiện đầu hàng một phần của các lực lượng Đức ở Ý được ký vào lúc Đầu hàng Caserta. Các lý do cho sự thay đổi còn bị tranh cãi nhưng có thể đã phản ánh nhận thức về sự bảo lưu được thể hiện về khả năng của các bên ký kết Đức trong việc đồng ý các quy định của văn bản đầy đủ hoặc sự không chắc chắn liên tục trong việc truyền đạt "điều khoản chia cắt" cho người Pháp.

## Các văn kiện đầu hàng một phần ở phương Tây

### Lực lượng Đức ở Ý và Tây Áo
Các chỉ huy quân đội Đức ở Ý đã tiến hành các cuộc đàm phán bí mật để xin đầu hàng một phần; được ký kết tại Caserta vào ngày 29 tháng 4 năm 1945, có hiệu lực vào ngày 2 tháng 5. Thống chế Albert Kesselring, với quyền chỉ huy quân sự tổng thể cho OKW-Nam, ban đầu tố cáo sự đầu hàng; nhưng khi xác nhận cái chết của Hitler, thì đã chấp thuận đầu hàng.

### Lực lượng Đức ở Tây Bắc Đức, Hà Lan, Đan Mạch và Schleswig-Holstein
Vào ngày 4 tháng 5 năm 1945, các lực lượng Đức hành động theo chỉ thị của Chính phủ Dönitz và đối mặt với Tập đoàn quân số 21 của Anh và Canada, đã ký chứng thư đầu hàng Lüneburg Heath có hiệu lực vào ngày 5 tháng 5.

### Lực lượng Đức ở Bavaria và miền nam nước Đức
Vào ngày 5 tháng 5 năm 1945, tất cả các lực lượng Đức ở Bavaria và Tây Nam nước Đức đã ký một hành động đầu hàng người Mỹ tại Haar, ngoại ô Munich; có hiệu lực vào ngày 6 tháng 5.
Thúc đẩy cho việc đầu hàng Caserta phát sinh từ bên trong bộ chỉ huy quân sự địa phương của Đức; nhưng từ ngày 2 tháng 5 năm 1945, chính phủ Dönitz nắm quyền kiểm soát quá trình này, theo đuổi chính sách có chủ ý về việc đầu hàng từng phần liên tiếp ở phía tây để có thời gian nhằm đưa càng nhiều lực lượng quân đội phía đông về phía tây càng tốt để cứu họ khỏi Liên Xô hoặc Nam Tư giam cầm, và giao nộp họ nguyên vẹn cho người Anh và người Mỹ. Ngoài ra, Dönitz hy vọng sẽ tiếp tục di tản binh lính và dân thường bằng đường biển khỏi bán đảo Hela và các khu vực ven biển Baltic xung quanh. Dönitz và Keitel đã kiên quyết chống lại việc ban hành bất kỳ mệnh lệnh nào đầu hàng các lực lượng Liên Xô, không chỉ vì chủ nghĩa chống Bolshevik không giảm, mà còn vì họ không thể tin rằng Liên Xô sẽ tuân theo, và do đó có thể đặt quân đội tiếp tục chiến đấu trong tư thế từ chối mệnh lệnh trực tiếp, theo cách này tước bỏ bất kỳ sự bảo vệ hợp pháp nào với tư cách là tù binh chiến tranh.
Sau những cuộc đầu hàng từng phần này, các lực lượng lớn còn lại của Đức trên thực địa (trừ những lực lượng đóng trên các đảo và pháo đài-cảng) bao gồm Tập đoàn quân Ostmark đang đối mặt với lực lượng Liên Xô ở Đông Áo và Tây Bohemia; Tập đoàn quân E đối mặt với lực lượng Nam Tư ở Croatia; tàn quân Tập đoàn quân Vistula đối mặt với lực lượng Liên Xô ở Mecklenburg; và Tập đoàn quân Trung tâm đối mặt với lực lượng Liên Xô ở Đông Bohemia và Moravia. Từ ngày 5 tháng 5, Tập đoàn quân Trung tâm cũng tham gia vào cuộc đàn áp tàn bạo nổi dậy Prague. Một đội quân chiếm đóng khoảng 400,000 quân Đức được trang bị tốt vẫn ở lại Na Uy, dưới sự chỉ huy của Tướng Franz Böhme, người đã được Bộ trưởng Đức tại Thụy Điển liên lạc vào ngày 6 tháng 5, để xác định xem liệu một cuộc đầu hàng một phần có thể được sắp xếp cho các lực lượng của ông ta với Thụy Điển trung lập đóng vai trò trung gian hay không, nhưng ông ta không sẵn lòng tuân theo bất kỳ điều gì khác ngoài lệnh đầu hàng chung từ Bộ Chỉ huy Tối cao Đức. Những lực lượng đầu hàng ở phía tây đã thành công trong việc chấm dứt các chiến sự giữa các đồng minh phương Tây và lực lượng Đức trên hầu hết các mặt trận. Tuy nhiên, cùng lúc đó, các lệnh truyền đi của chính phủ Dönitz tiếp tục phản đối bất kỳ hành động nào của Đức đầu hàng các lực lượng Liên Xô ở Courland, Bohemia và Mecklenburg; thực sự đang cố gắng chống lại các cuộc đàm phán đầu hàng đang diễn ra cả ở Berlin và Breslau. Thay vào đó, các lực lượng Đức ở phía đông được lệnh phải chiến đấu theo hướng về phía tây. Ý thức được rằng, nếu điều này tiếp tục, Bộ Tư lệnh Liên Xô sẽ nghi ngờ rằng các đồng minh phương Tây đang có ý định một nền hòa bình riêng (thực sự là ý định của Dönitz), Eisenhower xác định rằng phương Tây sẽ không có sự đầu hàng một phần nào nữa; nhưng thay vào đó chỉ thị cho chính phủ Dönitz cử đại diện đến Bộ chỉ huy tối cao Lực lượng Viễn chinh Đồng minh (SHAEF) tại tổng hành dinh ở Reims, để đồng ý các điều khoản về việc toàn bộ quân Đức đầu hàng đồng thời trước tất cả các cường quốc Đồng minh, bao gồm cả Liên Xô.

## Lễ đầu hàng

### Đầu hàng tại Reims

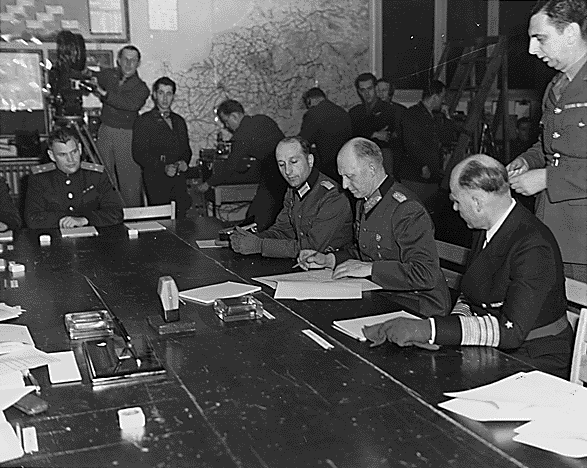
Tướng Alfred Jodl ký tên vào chứng thư đầu hàng đầu hàng vô điều kiện tại Reims

Đại diện của Dönitz, Đô đốc Hans-Georg von Friedeburg, thông báo với ông vào ngày 6 tháng 5 rằng Eisenhower hiện đang kiên quyết "đầu hàng ngay lập tức, đồng thời và vô điều kiện trên tất cả các mặt trận." Tướng Alfred Jodl được cử đến Reims để cố gắng thuyết phục Eisenhower bằng cách khác, nhưng Eisenhower rút gọn bất kỳ cuộc thảo luận nào bằng cách thông báo vào lúc 21 giờ tối ngày 6 rằng, trong trường hợp không có đầu hàng hoàn toàn, ông ta sẽ đóng các phòng tuyến của Anh và Mỹ để các lực lượng Đức đầu hàng vào nửa đêm ngày 8 tháng 5 và tiếp tục cuộc tấn công ném bom nhằm vào các vị trí và thị trấn còn lại của quân Đức. Jodl đã gửi điện báo thông điệp này cho Dönitz, người đã phản hồi, ủy quyền cho ông ký vào văn kiện đầu hàng vô điều kiện, nhưng phải thương lượng với thời gian trì hoãn 48 giờ, bề ngoài là để cho phép thông báo lệnh đầu hàng tới các đơn vị quân đội Đức ngoại vi.
Do đó, Văn kiện đầu hàng đầu tiên đã được ký kết tại Reims lúc 02:41 Giờ Trung Âu (CET) on  vào ngày 7 tháng 5 năm 1945. Việc ký kết diễn ra trong một ngôi trường gạch đỏ, Cao đẳng Kỹ thuật và Công nghệ Reims, được coi như là tổng hành dinh của SHAEF. Nó sẽ có hiệu lực vào lúc 23:01 CET ngày 8 tháng 5, thời gian gia hạn 48 giờ đã được lùi lại thời điểm bắt đầu các cuộc đàm phán cuối cùng.
Sự đầu hàng vô điều kiện của các lực lượng vũ trang Đức đã được ký bởi Jodl, thay mặt cho OKW. Walter Bedell Smith thay mặt Tư lệnh Tối cao của Lực lượng Viễn chinh Đồng minh và Tướng Ivan Susloparov thay mặt Bộ Tư lệnh Liên Xô ký. Thiếu tướng François Sevez ký với tư cách là nhân chứng chính thức.
Eisenhower đã tiến hành xuyên suốt với sự tham vấn của Tướng Aleksei Antonov của Bộ Tư lệnh tối cao Liên Xô; và theo yêu cầu của ông, Tướng Susloparov đã được biệt phái đến Tổng hành dinh SHAEF để đại diện cho Bộ Tư lệnh Tối cao Liên Xô trong các cuộc đàm phán đầu hàng. Văn kiện đầu hàng đã được gửi qua điện báo cho Tướng Antonov vào đầu giờ ngày 7 tháng 5, nhưng không có xác nhận nào về sự chấp thuận của Liên Xô vào thời điểm diễn ra lễ đầu hàng, cũng như không có xác nhận rằng Tướng Susloparov được trao quyền ký tên đại diện cho Bộ Tư lệnh tối cao Liên Xô. Theo đó, Eisenhower đồng ý với Susloparov rằng một văn kiện riêng nên được ký bởi phái viên Đức; cam kết rằng các đại diện được trao toàn quyền của mỗi quân chủng của Đức sẽ tham dự một buổi phê chuẩn chính thức hành động đầu hàng tại một thời điểm và địa điểm do Bộ Chỉ huy Tối cao Đồng minh chỉ định.
SỰ QUYẾT ĐỊNH CỤ THỂ BỞI PHÁI VIÊN TOÀN QUYỀN TỚI BỘ CHỈ HUY TỐI CAO ĐỒNG MINH
Các phái viên Đức ký tên dưới đây đã đồng ý rằng các sĩ quan Đức sau đây sẽ đến một địa điểm và thời gian do Tư lệnh tối cao, Lực lượng Viễn chinh Đồng minh và Bộ Tư lệnh tối cao Liên Xô chuẩn bị, với quyền hạn toàn thể, để thực hiện một phê chuẩn chính thức thay mặt cho Bộ Tư lệnh tối cao Đức về hành động Đầu hàng vô điều kiện này của các lực lượng vũ trang Đức.
Tổng tư lệnh Tối cao;
Tổng Tư lệnh Quân đội;
Tổng Tư lệnh Hải quân;
Tổng Tư lệnh Không quân.
ĐÃ KÝ
JODL
Đại diện cho Bộ Tư lệnh Tối cao Đức. GIỜ 02:41 NGÀY 7 THÁNG 5 NĂM 1945 Rheims, Pháp

### Đầu hàng tại Berlin

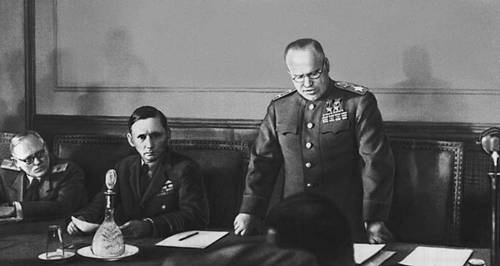
Nguyên soái Georgy Zhukov đọc lời đầu hàng của Đức ở Berlin. Ngồi bên phải ông là Nguyên soái Không quân Sir Arthur Tedder.

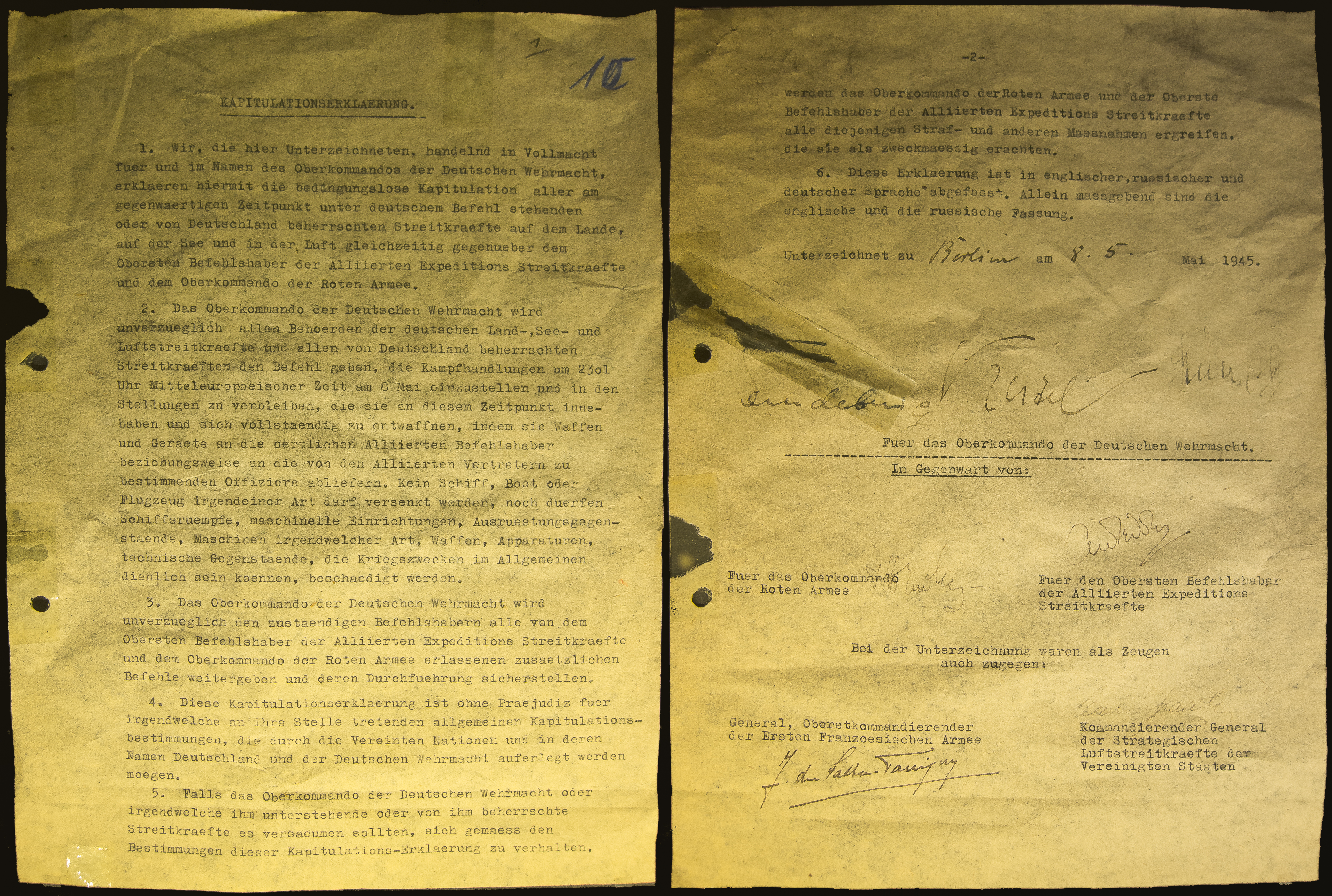
Văn kiện Đầu hàng của Đức, ngày 8 tháng 5 năm 1945, tại Berlin-Karlshorst

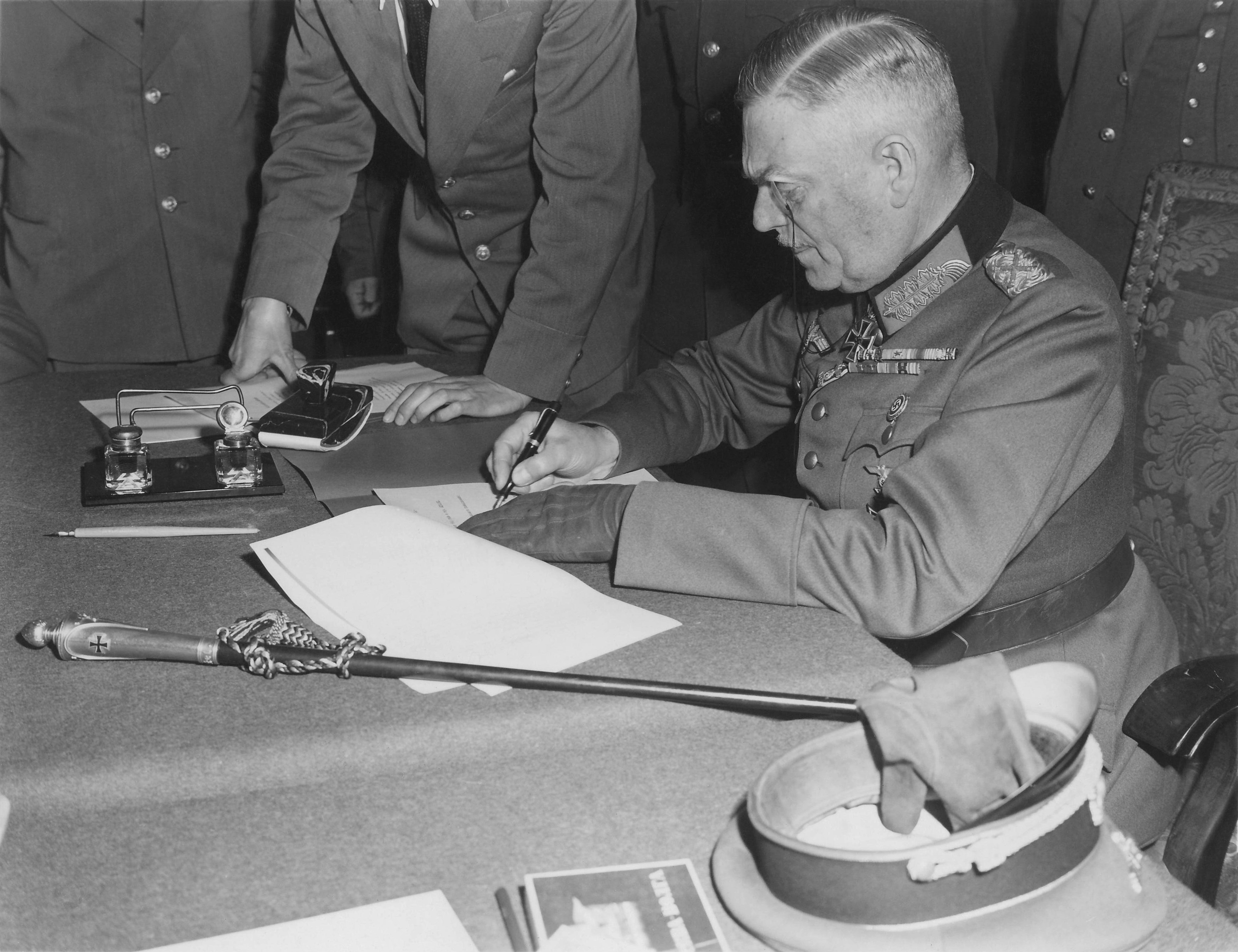
Thống chế Wilhelm Keitel ký văn kiện cuối cùng đầu hàng vô điều kiện từ quân đội Đức ở Berlin

Khoảng sáu giờ sau khi được ký kết tại Reims, Bộ Tư lệnh tối cao Liên Xô đã phản hồi rằng Văn kiện Đầu hàng là không thể tán thành được, cả vì văn kiện khác với văn kiện đã được EAC đồng ý, và vì Susloparov không được trao quyền ký kết. Tuy nhiên, những phản đối này là tiền đề; Sự phản đối thực chất của Liên Xô là hành động đầu hàng phải là một sự kiện lịch sử duy nhất, đặc biệt, phản ánh đầy đủ sự đóng góp hàng đầu của nhân dân Liên Xô vào thắng lợi cuối cùng. Liên Xô khẳng định rằng nơi ký kết không nên được tổ chức trên lãnh thổ được giải phóng, từng là nạn nhân xâm lược của Đức, mà là tại trụ sở chính quyền nơi sự xâm lược của Đức bùng phát: Berlin. Hơn nữa, Liên Xô chỉ ra rằng, mặc dù các điều khoản đầu hàng được ký kết tại Reims yêu cầu các lực lượng Đức ngừng mọi hoạt động quân sự và giữ nguyên vị trí hiện tại của họ; họ không được yêu cầu rõ ràng là phải hạ vũ khí và đầu hàng, "điều phải xảy ra ở đây là quân Đức phải đầu hàng, cam kết mình như những hàng binh". Eisenhower ngay lập tức đồng ý, thừa nhận rằng văn kiện đầu hàng được ký kết tại Reims nên được coi là "một văn kiện ngắn gọn để đầu hàng quân sự vô điều kiện", và tiến hành tham dự với các đại diện được công nhận phù hợp của Bộ Tư lệnh Tối cao Đức để "ký chính thức hơn" văn kiện được sửa đổi phù hợp do Nguyên soái Georgy Zhukov chủ trì tại Berlin vào ngày 8 tháng 5. Hơn nữa, ông đưa ra một tuyên bố làm rõ rằng bất kỳ lực lượng Đức nào tiếp tục chiến đấu chống lại Liên Xô sau thời hạn đã nêu sẽ "không còn tư cách của những người lính"; và do đó, nếu họ đầu hàng người Mỹ hoặc người Anh, thì họ sẽ bị trao trả lại cho Liên Xô giam giữ.
Hiệu quả của việc ký kết Reims chỉ giới hạn trong việc củng cố lệnh ngừng bắn có hiệu lực giữa các lực lượng Đức và Đồng minh phương Tây. Tuy nhiên, giao tranh vẫn tiếp tục không suy giảm ở phía đông, đặc biệt là khi quân Đức hiện tăng cường tấn công trên không và trên bộ chống lại cuộc khởi nghĩa ở Praha, trong khi cuộc di tản bằng đường biển của quân Đức qua Baltic vẫn tiếp tục. Dönitz đã ban hành lệnh mới rằng cần duy trì sức kháng cự với các lực lượng Liên Xô, tận dụng thời gian ân hạn 48 giờ để ra lệnh cho các nỗ lực gấp đôi nhằm cứu các đơn vị quân đội Đức khỏi sự giam cầm của Liên Xô; và nhanh chóng trở nên rõ ràng rằng ông ta đã cho phép ký một lệnh tổng đầu hàng tại Reims một cách thiếu thiện chí, và do đó cả Bộ chỉ huy Liên Xô và các lực lượng Đức đều không chấp nhận việc ký kết tại Reims đầu hàng để chấm dứt tình trạng chiến tranh giữa hai bên. Tướng Ferdinand Schörner Tư lệnh Cụm tập đoàn quân Trung tâm, phát một thông điệp cho quân đội của mình vào ngày 8 tháng 5 năm 1945 tố cáo "tin đồn sai sự thật" rằng OKW đã đầu hàng Bộ Tư lệnh Liên Xô cũng như Đồng minh phương Tây; "Tuy nhiên, cuộc chiến tranh ở phía tây đã kết thúc. Nhưng không thể có vấn đề đầu hàng những người Bolshevik."

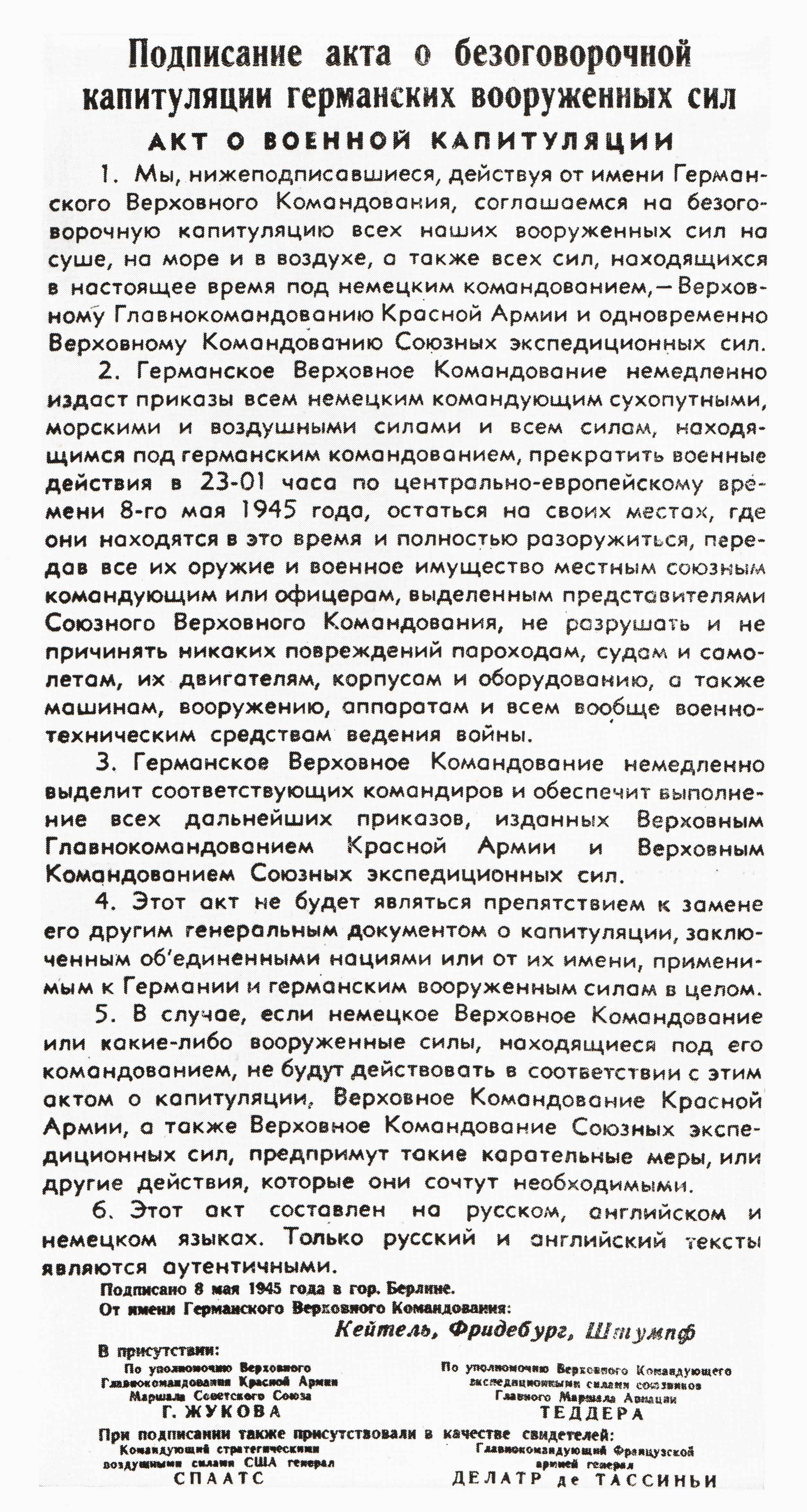
Văn kiện đầu hàng của Đức trên tạp chí Liên Xô Pravda, ngày 9 tháng 5 năm 1945

Do đó, Eisenhower đã sắp xếp để đích thân các chỉ huy trưởng của từng quân chủng trong số ba quân chủng vũ trang Đức bay từ Flensburg đến Berlin vào sáng sớm ngày 8 tháng 5; nơi họ bị giam chờ suốt ngày cho đến 10 giờ tối khi phái đoàn Đồng minh đến, lúc đó văn kiện đầu hàng sửa đổi đã được cung cấp cho họ. Văn kiện cuối cùng về việc đầu hàng quân sự được ký kết trước nửa đêm ngày 8 tháng 5 tại trụ sở của Cơ quan quản lý quân sự Liên Xô ở Berlin-Karlshorst, nay là địa điểm của Bảo tàng Nga Đức Berlin-Karlshorst. Vì Eisenhower với tư cách là Tư lệnh Tối cao Đồng minh Tây Âu về mặt kỹ thuật cao hơn Zhukov, hành động ký thay mặt cho Đồng minh phương Tây được chuyển cho cấp phó của ông, Nguyên soái Không quân Arthur Tedder. Các đề xuất sửa đổi của Liên Xô đối với văn kiện đầu hàng Reims đã được Đồng minh phương Tây chấp nhận mà không gặp khó khăn gì; nhưng việc xác định và chỉ định các bên ký kết Đồng minh tỏ ra có nhiều vấn đề hơn. Lực lượng Pháp hoạt động dưới sự chỉ huy của, nhưng Tướng de Gaulle yêu cầu Tướng de Tassigny ký riêng cho Bộ Tư lệnh Tối cao Pháp; nhưng trong trường hợp đó, sẽ không thể chấp nhận được về mặt chính trị nếu không có chữ ký của Mỹ trên văn bản đầu hàng cuối cùng, trong khi Liên Xô sẽ không đồng ý tổng cộng có hơn ba nước Đồng minh - một trong số đó phải là Zhukov. Sau nhiều lần soạn thảo lại, tất cả đều cần dịch và đánh máy lại, cuối cùng người ta đồng ý rằng cả chữ ký của người Pháp và người Mỹ sẽ là nhân chứng. Hệ quả là các phiên bản cuối cùng vẫn chưa sẵn sàng để ký cho đến sau nửa đêm. Do đó, việc ký kết thực tế đã bị trì hoãn đến gần 01:00 sáng ngày 9 tháng 5, theo giờ Trung Âu; và sau đó lùi lại ngày 8 tháng 5 để phù hợp với thỏa thuận Reims và các thông báo công khai về việc đầu hàng đã được các nhà lãnh đạo phương Tây đưa ra.
Văn kiện cuối cùng về đầu hàng quân sự khác với việc ký kết tại Reims về cơ bản là yêu cầu ba bên ký kết, những người có thể đại diện đầy đủ cho cả ba quân chủng vũ trang cùng với Bộ chỉ huy tối cao Đức. Mặt khác, văn bản sửa đổi đã đặt ra một điều khoản 2 mở rộng, bây giờ yêu cầu các lực lượng Đức giải giáp và bàn giao vũ khí của họ cho các chỉ huy đồng minh tại địa phương. Điều khoản này có tác dụng đảm bảo rằng các lực lượng quân sự Đức sẽ không chỉ ngừng các hoạt động quân sự chống lại các lực lượng đồng minh thông thường; nhưng cũng sẽ tự tước vũ khí, giải tán và bị giam giữ. Thống chế Keitel ban đầu lưỡng lự trước văn kiện sửa đổi, đề xuất rằng gia hạn thêm 12 giờ cho các lực lượng Đức đầu hàng, trước khi họ có thể phải chịu hành động trừng phạt vì không tuân thủ theo Điều 5. Trong trường hợp này, ông đã nhận được đảm bảo bằng lời nói từ Zhukov.
VĂN KIỆN ĐẦU HÀNG QUÂN SỰ
1. Chúng tôi, những người ký tên dưới đây, hành động theo thẩm quyền của Bộ Tư lệnh Tối cao Đức, theo đây đầu hàng vô điều kiện Tư lệnh Tối cao, Lực lượng Viễn chinh Đồng minh và đồng thời trước Bộ Tư lệnh Tối cao Hồng quân tất cả các lực lượng trên bộ, trên biển và trên không, những người tới ngày này dưới sự kiểm soát của Đức.
2. Bộ Tư lệnh Tối cao Đức sẽ ngay lập tức ra lệnh cho tất cả các cơ quan quân sự, hải quân và không quân Đức và tất cả các lực lượng dưới sự kiểm soát của Đức ngừng hoạt động vào lúc 23 giờ 21 giờ Trung Âu vào ngày 8 tháng 5 năm 1945, để ở lại tất cả các vị trí đã chiếm đóng vào thời điểm đó và giải giáp hoàn toàn, bàn giao vũ khí và thiết bị của họ cho các chỉ huy hoặc sĩ quan đồng minh địa phương do Đại diện của Bộ chỉ huy tối cao Đồng minh chỉ định. Không tàu, thuyền hoặc máy bay nào bị đánh đắm hoặc bất kỳ thiệt hại nào đối với thân tàu, máy móc hoặc thiết bị của chúng, cũng như đối với các loại máy móc, vũ khí, trang thiết bị và tất cả các phương tiện kỹ thuật tiếp tục chiến tranh nói chung.
3. Bộ chỉ huy tối cao Đức sẽ ngay lập tức ban hành cho các mệnh lệnh thích hợp, và đảm bảo thực hiện bất kỳ mệnh lệnh nào khác do Tư lệnh tối cao, Lực lượng viễn chinh Đồng minh và Bộ chỉ huy tối cao Hồng quân ban hành.
4. Văn kiện đầu hàng quân sự này không phương hại đến và sẽ được thay thế bằng bất kỳ văn kiện đầu hàng chung nào được áp đặt bởi hoặc nhân danh Liên hợp quốc và áp dụng cho ĐỨC và các lực lượng vũ trang Đức nói chung.
5. Trong trường hợp Bộ chỉ huy tối cao Đức hoặc bất kỳ lực lượng nào dưới sự kiểm soát của họ không hành động theo Văn kiện đầu hàng này, Tư lệnh tối cao, Lực lượng viễn chinh Đồng minh và Bộ chỉ huy tối cao Hồng quân sẽ thực hiện hành động trừng phạt đó hoặc hành động khác được cho là phù hợp.
6. Đạo luật này được soạn thảo bằng tiếng Anh, Nga và Đức. Tiếng Anh và tiếng Nga là những văn bản xác thực duy nhất.

Đại diện:
- Liên Xô: Nguyên soái Georgy Zhukov: thay mặt Bộ tư lệnh tối cao Hồng quân
- Liên hiệp Anh: Nguyên soái Không quân Sir Arthur Tedder, là Phó Tư lệnh Tối cao của Lực lượng Viễn chinh Đồng minh
- Hoa Kỳ: Tướng Carl Spaatz, Tư lệnh Lực lượng Không quân Chiến lược Hoa Kỳ, làm chứng
- Pháp: Tướng Jean de Lattre de Tassigny, Tư lệnh Quân đoàn sô 1, làm chứng
- Đức:
  - Thống chế Wilhelm Keitel với tư cách là Tổng tham mưu trưởng Lực lượng vũ trang Đức (Wehrmacht) và là đại diện của Quân đội Đức
  - Đại tướng-Đô đốc Hans-Georg von Friedeburg là Tổng tư lệnh Hải quân Đức
  - Thượng tướng Hans-Jürgen Stumpff là đại diện Không quân Đức

Đô đốc Friedeburg là đại diện duy nhất của lực lượng Đức có mặt tại lễ ký kết các văn kiện đầu hàng của Đức tại Luneburg Heath vào ngày 4 tháng 5 năm 1945, ở Reims vào ngày 7 tháng 5 và tại Berlin vào ngày 8 tháng 5 năm 1945. Generaladmiral von Friedeburg đã tự sát ngay sau đó, vào ngày 23 tháng 5 năm 1945, khi Chính phủ Flensburg bị giải thể.
Đối với hầu hết các phần, việc ký kết Berlin đã thực hiện công việc cần thiết của nó; với các lực lượng Đức ở Courland và các tiền đồn Đại Tây Dương đều đầu hàng vào ngày 9 tháng 5 trong thời gian gia hạn 12 giờ không chính thức. Đầu hàng Liên Xô ở Bohemia và Moravia mất nhiều thời gian hơn để đạt được, với một số lực lượng Đức ở Bohemia tiếp tục cố gắng chiến đấu theo cách của họ đối với phòng tuyến của Mỹ. Tuy nhiên, nguyên tắc đầu hàng chung được áp dụng rộng rãi; và các đơn vị tìm cách thách thức nó đã bị từ chối đi về phía tây, buộc phải đầu hàng Liên Xô. Ngoại lệ là Cụm tập đoàn quân E ở Croatia, đã chiến đấu trong nhiều ngày để cố gắng thoát khỏi lực lượng dân quân của Nguyên soái Tito, vì vậy nhiều binh sĩ từ các đơn vị này đã nối tiếp trong việc đầu hàng Tướng Alexander ở Ý. Những người này bao gồm một số lượng đáng kể quân đội hợp tác với Ustase, những người sau đó đã được quay trở lại Nam Tư; và tất cả những người đều bị xử tử ngay lập tức mà không cần xét xử.

## Ngày VE và Ngày Chiến thắng
Buổi lễ ký kết Reims đã có sự tham dự của một số lượng lớn các phóng viên, tất cả đều bị ràng buộc bởi lệnh cấm 36 giờ đối với việc đưa tin về đầu hàng. Khi rõ ràng rằng cần phải có một bản ký kết thứ hai dứt khoát trước khi Văn kiện Đầu hàng có thể có hiệu lực, Eisenhower đồng ý rằng tin tức nên được giữ lại; để tất cả các cường quốc Đồng minh có thể cùng nhau ăn mừng Chiến thắng ở Châu Âu vào ngày 9 tháng 5 năm 1945. Tuy nhiên, nhà báo Mỹ Edward Kennedy của hãng thông tấn Associated Press ở Paris đã phá bỏ lệnh cấm vào ngày 7 tháng 5, với kết quả Đức đầu hàng là tin tức rầm rộ trên các phương tiện truyền thông phương Tây vào ngày 8 tháng 5. Nhận thấy rằng không thể giữ đúng thời gian biểu ban đầu về mặt chính trị, cuối cùng đã đồng ý rằng Đồng minh phương Tây sẽ kỷ niệm Ngày Chiến thắng ở châu Âu (Victory in Europe Day - VE) vào ngày 8 tháng 5, nhưng các nhà lãnh đạo phương Tây sẽ không đưa ra tuyên bố chính thức về Chiến thắng cho đến tối hôm đó (khi Lễ ký kết Berlin sắp diễn ra). Chính phủ Liên Xô không thừa nhận công khai về việc ký kết Reims, điều mà họ không công nhận; và do đó, vẫn giữ nguyên các ngày ban đầu, kỷ niệm Ngày Chiến thắng vào ngày 9 tháng 5 năm 1945.
Việc ký kết tại Berlin diễn ra vào ngày 9 tháng 5 năm 1945 lúc 00:16 giờ địa phương. Đầu hàng có hiệu lực hồi tố, từ ngày 8 tháng 5 năm 1945 lúc 23:01 Giờ Trung Âu. Điều đó có nghĩa là thời gian ký kết và đầu hàng là vào ngày 9 tháng 5 lúc 01:01 theo Giờ Moskva.

## Tuyên bố về thất bại của Đức
Mặc dù các bên ký kết quân sự của Đức trong Văn kiện Đầu hàng vào tháng 5 năm 1945 đã hành động theo chỉ thị của Đô đốc Dönitz, không có Chính phủ Đồng minh nào công nhận Chính phủ Flensburg đang thực thi quyền lực dân sự một cách hợp lệ, và do đó các Đồng minh đã nhấn mạnh rằng các bên ký kết của Đức phải rõ ràng đại diện duy nhất là Bộ Tư lệnh Tối cao Đức. Vào ngày 23 tháng 5 năm 1945, chính phủ tự xưng của Đức ở Flensburg bị bãi bỏ, và các thành viên của chính phủ bị bắt làm tù binh.

### Quan hệ ngoại giao và đại sứ quán
Trong suốt năm 1944 và 1945, các nước trung lập trước đây và các đồng minh cũ của Đức, đã gia nhập các cường quốc Đồng minh và tuyên chiến với Đức. Các đại sứ quán Đức tại các quốc gia này đã bị đóng cửa, tài sản và tài liệu lưu trữ của họ được ủy thác bởi một lực lượng bảo vệ được chỉ định (thường là Thụy Sĩhoặc Thụy Điển) theo các điều khoản của Công ước Geneva; với sự sắp xếp đối ứng cho các đại sứ quán cũ của các nước Đồng minh tại Berlin. Bộ Ngoại giao Hoa Kỳ đã chuẩn bị cho những kết quả ngoại giao của việc chiến tranh kết thúc với giả định rằng sẽ có một tuyên bố rõ ràng về sự đầu hàng vô điều kiện của nhà nước Đức theo văn kiện đầu hàng đã thỏa thuận của EAC. Trong những ngày cuối cùng của tháng 4 năm 1945, Bộ Ngoại giao đã thông báo cho các quốc gia ủy thác bảo hộ (quốc gia không tham chiến, được bảo hộ) và tất cả các chính phủ trung lập còn lại khác (chẳng hạn như Ireland), rằng sau khi Đức đầu hàng sắp tới, sự hợp nhất tiếp tục của nhà nước Đức sẽ chỉ nằm trong bốn nước Đồng minh, các nước này sẽ ngay lập tức triệu hồi tất cả các nhân viên ngoại giao của Đức, nắm quyền sở hữu tất cả tài sản của nhà nước Đức, hủy bỏ mọi chức năng bảo vệ quyền lực và yêu cầu chuyển giao tất cả các tài liệu lưu trữ và hồ sơ cho một hoặc một trong các đại sứ quán của các nước Đồng minh phương Tây. Vào ngày 9 tháng 5 năm 1945, các thỏa thuận này đã có hiệu lực đầy đủ, mặc dù các bên duy nhất của Đức trong văn kiện đầu hàng đã ký là Bộ Tư lệnh Tối cao Đức; Các nước Đồng minh phương Tây duy trì rằng một nhà nước Đức đang hoạt động đã không còn tồn tại, và do đó, việc quân đội Đức đầu hàng đã dẫn đến việc chấm dứt hoàn toàn Đức Quốc xã. Khi các quốc gia ủy thác bảo hộ tuân thủ đầy đủ các yêu cầu của Đồng minh, nhà nước Đức chấm dứt hoạt động ngoại giao vào ngày 9 tháng 5 năm 1945 (Đế quốc Nhật Bản, lực lượng tham chiến duy nhất còn lại của phe Trục, đã tố cáo Đức đầu hàng và đơn phương chiếm giữ đại sứ quán Đức ở Tokyo).

### Tuyên bố Berlin (1945)
Tuy nhiên, vì văn kiện đầu hàng ngày 9 tháng 5 năm 1945 chỉ được ký bởi các đại diện quân đội Đức, các điều khoản dân sự đầy đủ cho việc Đức đầu hàng vô điều kiện vẫn không có cơ sở chính thức rõ ràng. Do đó, văn kiện EAC về Sự đầu hàng vô điều kiện của Đức, được soạn thảo lại như một tuyên bố và với phần mở đầu giải thích mở rộng, đã được bốn cường quốc Đồng minh bấy giờ đơn phương thông qua như Tuyên bố liên quan đến sự thất bại của Đức vào ngày 5 tháng 6 năm 1945. Điều này nói lên quan điểm của Đồng minh rằng sau thất bại hoàn toàn, Đức không có chính phủ hoặc cơ quan trung ương (Đồng minh không công nhận Chính phủ Flensburg của Đức Quốc xã còn lại) và cơ quan dân sự bị bỏ trống ở Đức do đó chỉ do bốn Đồng minh đảm nhận. Các cường quốc đại diện (Hoa Kỳ, Liên Xô, Vương quốc Liên hiệp Anh và Bắc Ireland và Pháp) thay mặt cho các Chính phủ Đồng minh, một cơ quan sau đó được thành lập vào Hội đồng Kiểm soát Đồng minh. Tuy nhiên, Stalin đã quay lưng lại với sự ủng hộ trước đây của ông đối với nguyên tắc chia cắt quân Đức, công khai từ bỏ bất kỳ chính sách nào như vậy trong lời tuyên bố chiến thắng trước nhân dân Liên Xô ngày 8 tháng 5 năm 1945. Do đó, không có "điều khoản tách rời" trong văn bản tuyên bố Berlin.